# Alarobia Bemaha
Alarobia Bemaha is een plaats en commune in het centrum van Madagaskar, behorend tot het district Betafo, dat gelegen is in de regio Vakinankaratra. Tijdens een volkstelling in 2001 telde de plaats 15.077 inwoners.
De plaats biedt enkel lager onderwijs aan. 85 % van de bevolking werkt als landbouwer en 15 % houdt zich bezig met veeteelt. De belangrijkste landbouwproducten zijn mais en gember; andere belangrijke producten zijn bonen en rijst.